# Štivor
Štivor (grafia cirillica: Штивoр) è una località situata nei pressi di Prnjavor, nella Repubblica Serba di Bosnia ed Erzegovina, in Bosnia ed Erzegovina. La popolazione è di origine trentina valsuganotta.

## Storia

### Fondazione

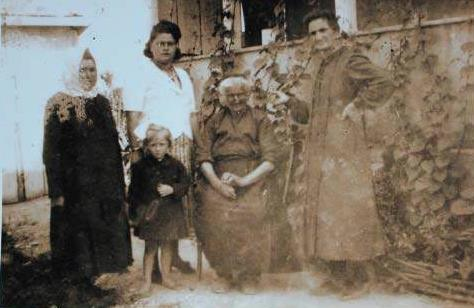
Coloni italiani a Štivor, 1883

Con il trattato di Berlino del 1878, l'Impero austro-ungarico assunse l'amministrazione della Bosnia, la quale rimase tuttavia territorio sotto la sovranità ottomana. Solo nel 1908 l'Impero avrebbe formalmente annesso la regione, ma nel frattempo attuò una politica di ripopolamento della zona a discapito delle locali autorità ottomane.
Tra il 1881 e il 1882 avvenne un'alluvione del fiume Brenta. Parecchie famiglie della Valsugana, al tempo parte della provincia austriaca del Tirolo, rimasero senza abitazione e tante videro rovinate le loro attività economiche. Cosicché meditarono di migrare, dapprima in Brasile; tuttavia alcune delle persone che avevano preso l'incarico di acquistare il viaggio via mare fuggirono con i risparmi dei paesani già sul lastrico. La decisione di emigrare in Bosnia giunse per una serie di contingenze storiche. In particolare aiutò il fatto che il paese di Roncegno era rinomato per le cure termali all'epoca della dominazione austriaca. L'imperatore Francesco Giuseppe, visitatore dei centri termali della Valsugana, decise di venire in aiuto alla popolazione, donando ai migranti un pezzo delle terre appena strappate all'Impero ottomano, in particolare nella provincia di Banja Luka.
Nel progetto di ripopolamento della Bosnia, l'Impero Asburgico offrì delle terre ad alcune famiglie della Valsugana, di Primiero, Aldeno e Cimone. Una parte, 320 persone circa) si stabilì nei distretti di Prnjavor e Banja Luka; una parte si stabilì nei distretti di Konjic e Tuzla. La presenza italiana a Konjic non durò a lungo. Nell'area di Štivor si stabilirono le famiglie provenienti dalla Valsugana. La colonna di valsuganotti (da Caldonazzo, Levico, Roncegno, Mattarello, Ospedaletto, e altri paesi) era partita alla volta della Bosnia verso la fine del 1882 ed era giunta nel luogo destinato dopo settimane di viaggio. Dopo aver fondato Štivor, la comunità si integrò nel territorio circostante.

### Periodo jugoslavo e rapporti con l'Italia
Il paese nel corso del XX secolo seguì le sorti delle altre popolazioni della Bosnia. Le due guerre mondiali cambiarono notevolmente la situazione degli immigrati trentini in Bosnia. Da popolazioni dell'impero divennero stranieri in terra di conquista. Negli anni precedenti la seconda guerra mondiale, in base ad un accordo tra i rispettivi governi, una parte degli immigrati trentini in Bosnia ottenne la cittadinanza italiana per un anno, a condizione che si stabilisse in Italia. Alcune famiglie approfittarono di questo accordo, mentre i trentini di Štivor e di Tuzla rimasero sul posto, o a causa della mancanza di informazioni o per la propaganda locale che sconsigliò l'emigrazione verso l'Italia.
Per la scarsità di risorse causata da un'economia prevalentemente agricola e di sussistenza, alcuni dei discendenti degli emigranti valsuganotti sono emigrati a loro volta per spostarsi in città industrializzate della Jugoslavia oppure all'estero. Nell'ambito delle guerre jugoslave la situazione peggiorò. Una parte della popolazione fuggì all'estero per cercare sicurezza e lavoro: di questi circa 530 emigrarono in Trentino.
Il 9 marzo 1997 venne costituito il Circolo Trentini di Štivor, oggi denominato Štivor ETS, ossia un circolo per gli Štivorani stabilitisi nella terra dei propri avi, con sede a Roncegno. Štivor conserva oggi una serie di rapporti sia con la Bosnia che con l'Italia. Vi abitano circa 270 persone, di cui tre quarti ha mantenuto l'uso del dialetto trentino. L'insegnamento della lingua italiana viene praticato a Štivor col sostegno delle associazioni dei Trentini nel mondo. Tuttora il 92% della popolazione è di origine trentina.

## Società

### Evoluzione demografica
| Nazionalità    | 2013 | 1991 | 1981 | 1971 |
| -------------- | ---- | ---- | ---- | ---- |
| Altre          | 68   | 294  | 243  | 287  |
| Serbi          | 57   | 58   | 49   | 50   |
| Croati         | 7    | 16   | 8    | 10   |
| Ortodossi      | 2    | -    | -    | -    |
| Ucraini        | 1    | -    | -    | -    |
| Non dichiarati | 1    | -    | -    | -    |
| Sconosciuto    | 1    | -    | -    | -    |
| Jugoslavi      | -    | 34   | 50   | -    |
| Totale         | 137  | 402  | 350  | 287  |